# Szepligetella punctaticeps
Szepligetella punctaticeps är en stekelart som först beskrevs av Jean-Jacques Kieffer 1911.  Szepligetella punctaticeps ingår i släktet Szepligetella och familjen hungersteklar. Inga underarter finns listade i Catalogue of Life.